# Sfogliatella

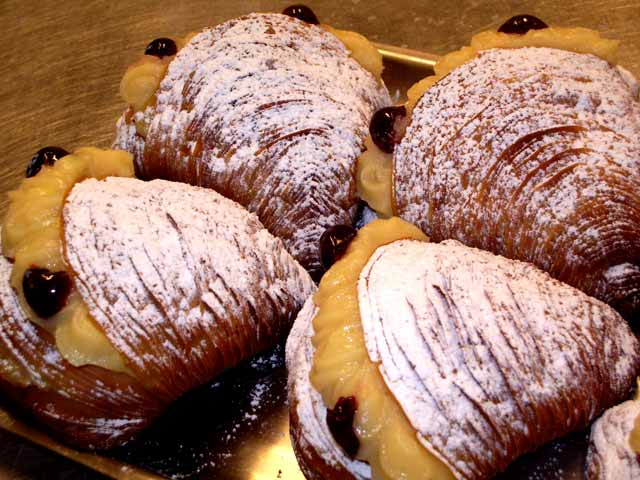
Sfogliatelle Santa Rosa

Sfogliatella (plurál sfogliatelle) je sladké plněné italské pečivo pocházející z oblasti Kampánie. Výraz "sfogliatella" vyjadřuje jemnou lístkovou strukturu těsta.

## Původ
Sfogliatella Santa Rosa vznikla v klášteře Santa Rosa v Conca dei Marini v provincii Salerno v 17. století. Neapolský pekař Pasquale Pintauro získal originální recept a začal toto pečivo prodávat ve svém obchodě v roce 1818.

## Výroba
Těsto se roztáhne na velkém stole nebo se nechá projít strojem na výrobu těstovin, poté se potře tukem (máslo, sádlo, margarín nebo směs předchozích) a sroluje (po způsobu rolády) do mnoha vrstev. Nařežou se disky, které se vytvarují do tvaru kapes a naplní se. Těsto se peče, dokud se nevytvoří charakteristické vrstvy
Receptů na těsto i náplň je víc. Náplň obsahuje pomerančem ochucený sýr ricotta, mandlovou pastu a kandovanou citrónovou kůru.